# European Regions Airline Association
La European Regions Airline Association (ERA) è un'organizzazione formata nel 1980 e che rappresenta le compagnie aeree regionali, gli aeroporti e le industrie che operano nel trasporto aereo all'interno dell'Europa.

## Obiettivi
- Influenzare di regolamentazione e le condizioni ambientali
- Facilitare la cooperazione tecnica ed il progresso
- Ottenere il sostegno pubblico e politico

## Membri
Compagnie aeree
1. Adria Airways
2. Air Greenland
3. Air Iceland
4. Air Nostrum
5. Air Urga
6. Amapola Flyg
7. ASL Airlines France
8. ASL Airlines Hungary
9. ASL Airlines Ireland
10. ASL Airlines Switzerland
11. Astra Airlines
12. Atlantic Airways
13. Aurigny Air Services
14. Avanti Air
15. Avion Express
16. BAE Systems Corporate Air Travel Ltd
17. Belavia Belarusian Airlines
18. Binter Canarias
19. Blue Air
20. Blue Islands
21. bmi regional
22. Braathens Regional
23. Carpatair
24. Cimber Air
25. CityJet
26. Danish Air Transport
27. Denim Air
28. DOT LT
29. Eastern Airways
30. Etihad Regional, operated by Darwin Airline
31. Flybe
32. Hahn Air Lines
33. HOP!
34. Jet Time A/S
35. Jota Aviation Ltd
36. KLM Cityhopper
37. Luxair Luxembourg Airlines
38. Malmö Aviation
39. Mistral Air
40. Montenegro Airlines
41. Nordic Aviation Group
42. SATA Air Açores
43. SkyExpress SA
44. SkyWork Airlines AG
45. Stobart Air (formerly Aer Arann)
46. TAP Express, operated by Portugália
47. Titan Airways
48. Trade Air
49. VLM Airlines
50. West Atlantic Cargo Airlines
51. Widerøe's Flyveselskap

Aeroporti
1. Anversa
2. Berna
3. Blue Danube (Linz)
4. Budapest
5. Doncaster
6. Durham Tees Valley
7. Glasgow
8. Groninga
9. Innsbruck
10. Isola di Man
11. Leeds
12. Londra-City
13. Londra-Oxford
14. Londra-Southend
15. Nantes
16. Pola
17. Rotterdam
18. Salisburgo
19. Shannon
20. Southampton
21. Vágar
22. Waterford

Aziende aeronautiche
1. ATR
2. Bombardier Commercial Aircraft
3. Embraer
4. GE Aviation
5. Mitsubishi Aircraft Corporation
6. PowerJet
7. Pratt & Whitney Canada
8. Rockwell Collins
9. Rolls-Royce plc
10. SuperJet International